# Sherwood Stewart
Sherwood Stewart (ur. 6 czerwca 1946 w Baytown) – amerykański tenisista i trener tenisa, zwycięzca trzech turniejów wielkoszlemowych w grze podwójnej i dwóch w grze mieszanej, zdobywca Pucharu Davisa 1978 i 1981.

## Kariera tenisowa
Kariera Stewarta przypadła na lata 70. i 80. XX w. W grze pojedynczej wygrał jeden turniej ATP World Tour i osiągnął jeden finał. W grze podwójnej zwyciężył w pięćdziesięciu dwóch turniejach, w tym Australian Open 1984, French Open 1976 i French Open 1982. Dodatkowo przegrał czterdzieści dwa finały, w tym trzy zaliczane do Wielkiego Szlema. Za dokonania w sezonie 1982 otrzymał wspólnie z Ferdim Tayganem nagrodę ATP deblowej pary roku (ATP Doubles Team of the Year). Stewart z powodzeniem startował w zawodach par mieszanych, zwyciężając w Australian Open 1987 i Wimbledonie 1988. Tytuły te zdobył wspólnie z Ziną Garrison. Uczestniczył również w dwóch przegranych finałach miksta.
W latach 1977–1978 i 1981 reprezentował Stany Zjednoczone w Pucharze Davisa w czterech meczach gry podwójnej, z których połowę wygrał. W 1978 i 1981 zdobył z reprezentacją trofeum, chociaż w finale edycji 1981 nie rywalizował.
W rankingu gry pojedynczej Stewart najwyżej był na 60. miejscu (31 grudnia 1978), a w klasyfikacji gry podwójnej na 4. pozycji (3 marca 1980).
Po zakończeniu kariery został trenerem Ziny Garrison.

### Finały w turniejach wielkoszlemowych

#### Gra podwójna (3–3)
| Końcowy wynik | Nr | Data             | Turniej                    | Nawierzchnia | Partner        | Przeciwnicy                     | Wynik finału        |
| ------------- | -- | ---------------- | -------------------------- | ------------ | -------------- | ------------------------------- | ------------------- |
| Zwycięzca     | 1. | 14 czerwca 1976  | French Open, Paryż         | Ceglana      | Fred McNair    | Brian Gottfried Raúl Ramírez    | 7:6, 6:3, 6:1       |
| Finalista     | 1. | 10 września 1978 | US Open, Nowy Jork         | Twarda       | Marty Riessen  | Bob Lutz Stan Smith             | 6:1, 5:7, 3:6       |
| Zwycięzca     | 2. | 6 czerwca 1982   | French Open, Paryż         | Ceglana      | Ferdi Taygan   | Hans Gildemeister Belus Prajoux | 7:5, 6:1, 1:1 krecz |
| Finalista     | 2. | 5 czerwca 1983   | French Open, Paryż         | Ceglana      | Mark Edmondson | Anders Järryd Hans Simonsson    | 6:7, 4:6, 2:6       |
| Finalista     | 3. | 12 grudnia 1983  | Australian Open, Melbourne | Trawiasta    | Steve Denton   | Mark Edmondson Paul McNamee     | 3:6, 6:7            |
| Zwycięzca     | 3. | 9 grudnia 1984   | Australian Open, Melbourne | Trawiasta    | Mark Edmondson | Joakim Nyström Mats Wilander    | 6:2, 6:2, 7:5       |

#### Gra mieszana (2–2)
| Końcowy wynik | Nr | Data             | Turniej                    | Nawierzchnia | Partnerka     | Przeciwnicy                 | Wynik finału     |
| ------------- | -- | ---------------- | -------------------------- | ------------ | ------------- | --------------------------- | ---------------- |
| Zwycięzca     | 1. | 25 stycznia 1987 | Australian Open, Melbourne | Trawiasta    | Zina Garrison | Anne Hobbs Andrew Castle    | 3:6, 7:6(5), 6:3 |
| Finalista     | 1. | 7 czerwca 1987   | French Open, Paryż         | Ceglana      | Lori McNeil   | Pam Shriver Emilio Sánchez  | 3:6, 6:7         |
| Zwycięzca     | 2. | 4 lipca 1988     | Wimbledon, Londyn          | Trawiasta    | Zina Garrison | Gretchen Magers Kelly Jones | 6:1, 7:6         |
| Finalista     | 2. | 28 stycznia 1989 | Australian Open, Melbourne | Twarda       | Zina Garrison | Jana Novotná Jim Pugh       | 3:6, 4:6         |